# سيدي علي بوسيدي
سيدي علي بوسيدي بلدية جزائرية في دائرة سيدي علي بوسيدي ولاية سيدي بلعباس شمال غرب الجزائر.